# Potamotrygon ocellata
Potamotrygon ocellata är en rockeart som först beskrevs av Engelhardt 1912.  Potamotrygon ocellata ingår i släktet Potamotrygon och familjen Potamotrygonidae. IUCN kategoriserar arten globalt som otillräckligt studerad. Inga underarter finns listade i Catalogue of Life.